# Nagaland
Nagaland là một bang miền Đông Bắc Ấn Độ, tiếp giáp với Assam về phía tây và bắc, Arunachal Pradesh về phía bắc, vùng hành chính Sagaing và bang Kachin của Myanmar về phía đông, và Manipur về phía nam. Thủ phủ là Kohima, còn thành phố lớn nhất là Dimapur. Bang có diện tích 16,579 kilômét vuông (6,401 dặm vuông Anh) với dân số 1.980.602 theo thống kê 2011, là một trong các bang nhỏ nhất Ấn Độ.
Nagaland là nơi cư ngự của 16 bộ tộc lớn — Angami, Ao, Chakhesang, Chang, Kachari, Khiamniungan, Konyak, Kuki, Lotha, Phom, Pochury, Rengma, Sangtam, Sumi, Yimchunger, và Zeme-Liangmai (Zeliang) cũng như nhiều tiểu bộ tộc khác. Mỗi bộ tộc có phong tục tập quán, ngôn ngữ và trang phục riêng biệt.
Tiếng Anh là ngôn ngữ được sử dụng trong giao tiếp liên dân tộc. Nagaland là một trong ba bang mà đa phần dân cư theo Kitô giáo.
Sự nổi loạn và xung đột giữa các dân tộc đã diễn ra ở bang từ từ thập niên 1950. Bạo lực và sự thiếu an toàn đã kìm hãm sự phát triển kinh tế của Nagaland. Tuy vậy, trong một-hai thập niên qua, bạo lực đang dần lắng xuống và kinh tế Nagaland phát triển với tốc độ trung bình 10% hàng năm.

## Địa lý
Địa hình Nagaland mang tính đồi núi. Dãy đồi Naga bắt đầu bên thung lũng Brahmaputra ở Assam và chạy về hướng đông nam, đạt độ cao chừng 1.800 mét (5.900 ft). Đỉnh núi Saramati, cao 3.841 mét (12.602 ft) là nơi cao nhất bang; đây cũng là nơi dãy đồi Naga hợp với dãy núi Patkai, tạo ra biên giới với Myanmar. Những con sông như Doyang và Diphu ở mạn bắc, và sông Barak miền tây nam, cắt xẻ địa hình Nagaland. 20% diện tích đất phủ rừng. Rừng mưa nhiệt đới/cận nhiệt đới thường xanh có mặt ở nhiều nơi.